# Arènes de Brocas
Les arènes de Brocas sont les arènes municipales de la commune de Brocas, située dans le département français des Landes. Elles peuvent contenir 1 000 personnes.

## Présentation
Ce sont des arènes fixes situées  à l'ouest du bourg de Brocas. Construites en bois, elles ont la particularité d'être, selon le Conseil d'architecture, d'urbanisme et d'environnement des landes (CAUE des Landes),  des arènes « indigènes ». Ce qui signifie qu'elles ont été construites par des aficionados et des bénévoles du pays : « Elles sont l'expression d'un art populaire local plein de bonhomie et de naïveté, riche témoignage d'humanité dans la culture du Pays landais ». Leur dernière rénovation date de 1983, et elles ont été inaugurées en 1985.

## Tauromachie
C'est un des hauts lieux de la course landaise, où se donnent parfois aussi des corridas formelles. La course landaise étant l'activité principale de ces arènes, on en dénombrait, en 2007, 11 à l'année. Le nombre de corridas n'est pas fixe. Il varie selon les années et présente surtout des capeas et des novilladas.

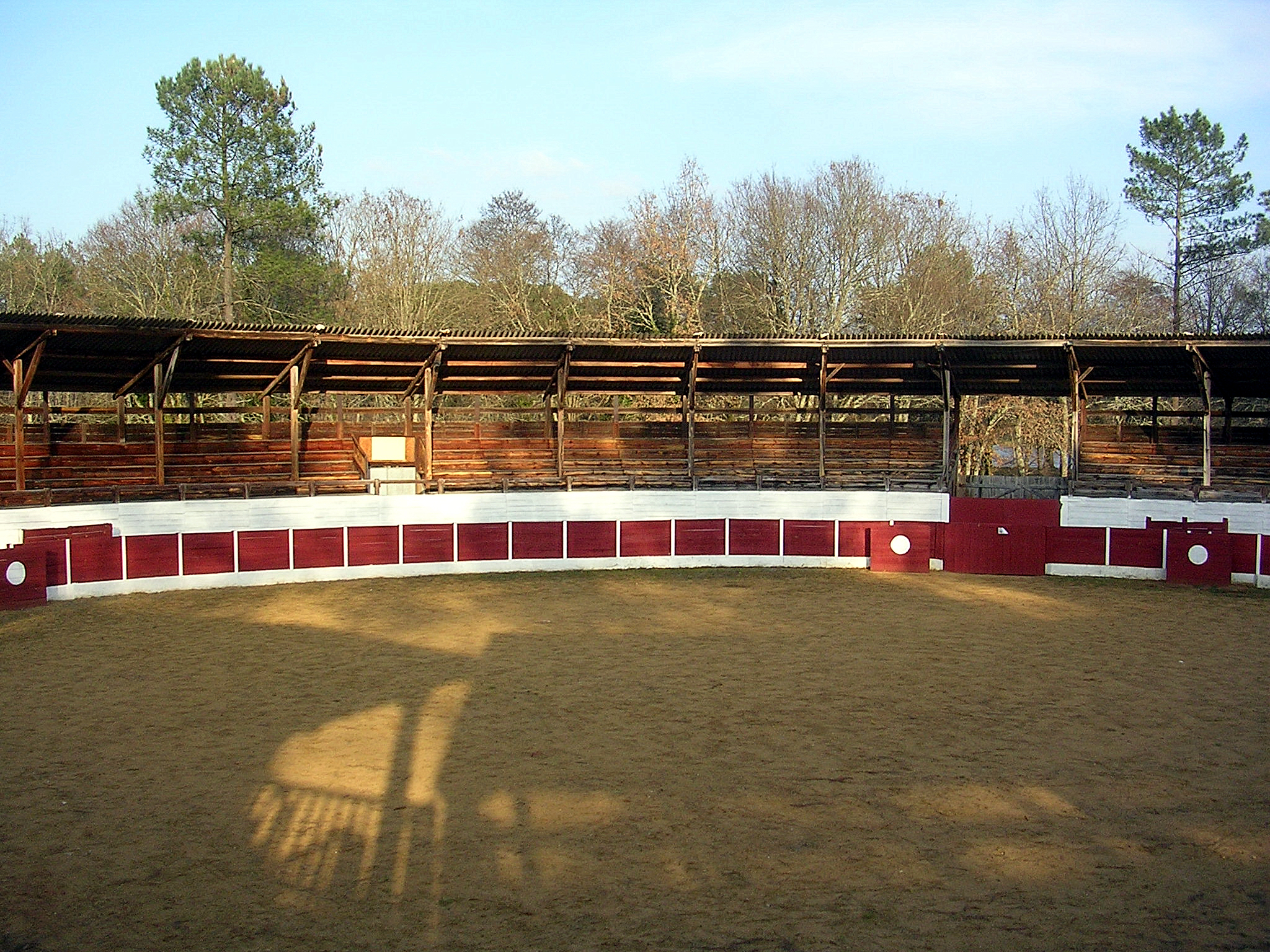
Ruedo des arènes de Brocas
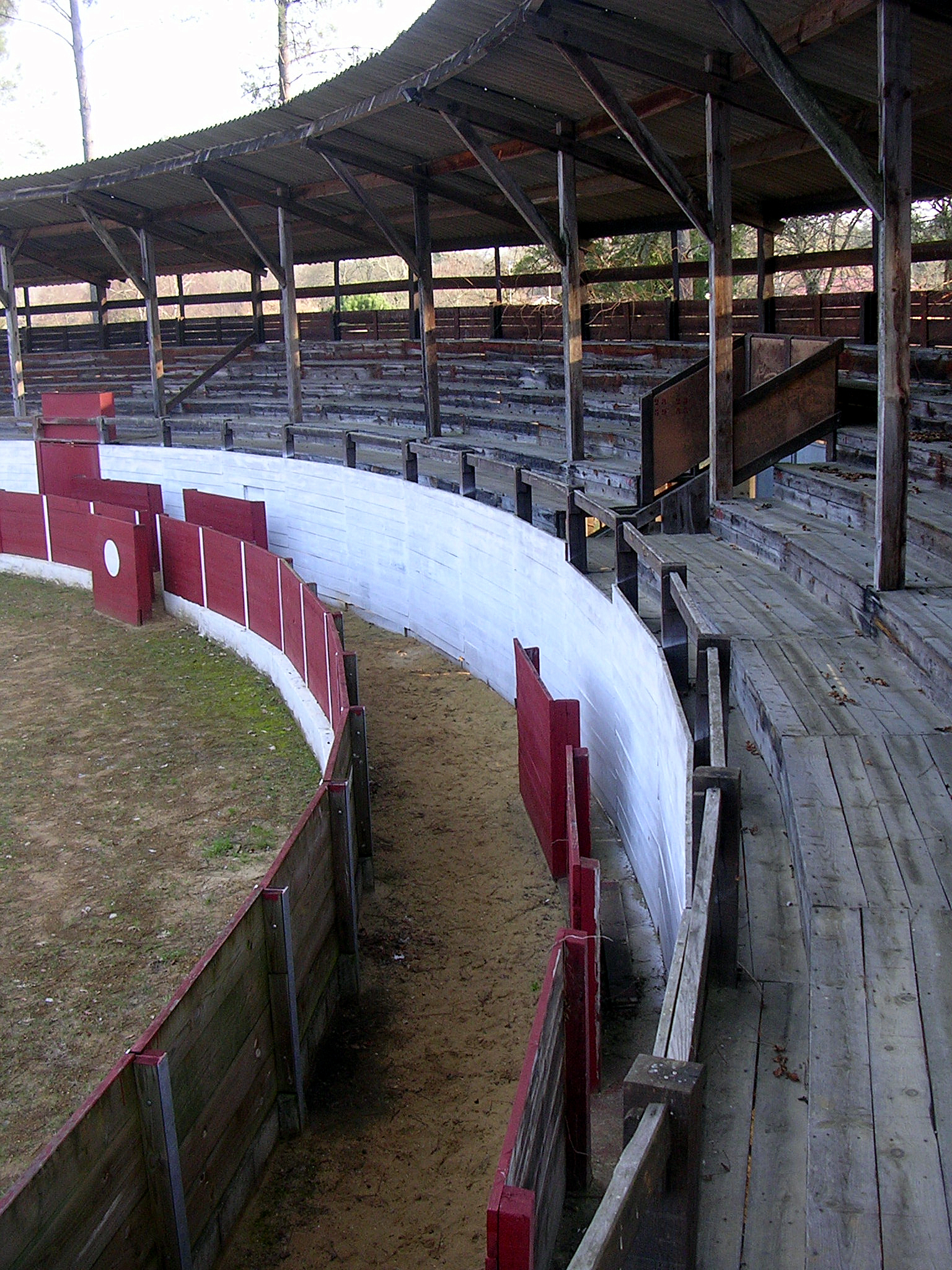
Callejón des arènes
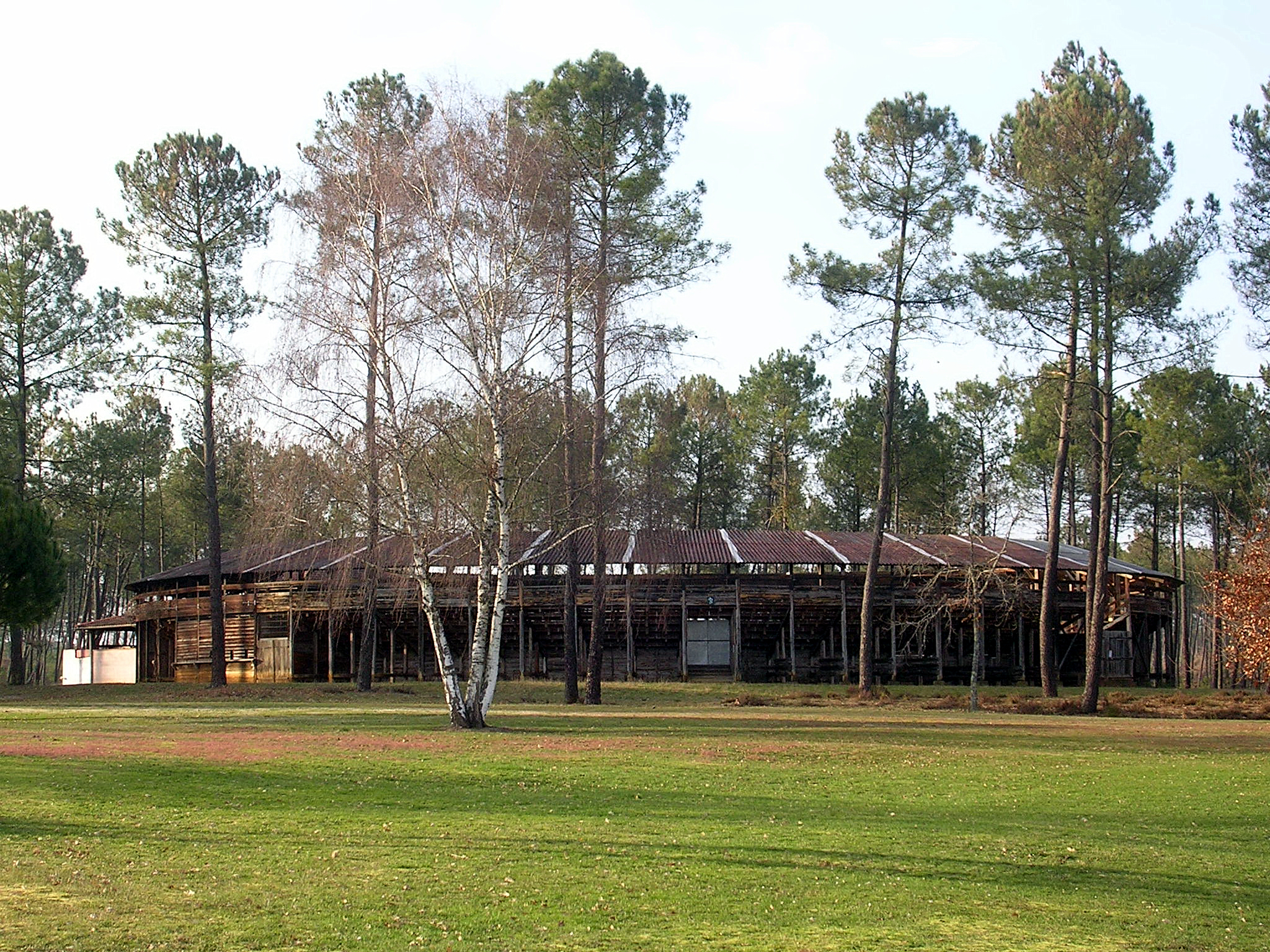
Vue extérieure